# Escaphiella
Genre
Escaphiella est un genre d'araignées aranéomorphes de la famille des Oonopidae.

## Distribution
Les espèces de ce genre se rencontrent du Sud des États-Unis au centre du Chili,. 

## Description
La longueur totale des araignées de ce genre varie de 1,0 à 3,3 mm.

## Liste des espèces
Selon World Spider Catalog (version 15.0, 2014) :
- Escaphiella acapulco Platnick & Dupérré, 2009
- Escaphiella aratau Platnick & Dupérré, 2009
- Escaphiella argentina (Birabén, 1954)
- Escaphiella bahia Platnick & Dupérré, 2009
- Escaphiella betin Platnick & Dupérré, 2009
- Escaphiella blumenau Platnick & Dupérré, 2009
- Escaphiella bolivar Platnick & Dupérré, 2009
- Escaphiella cachimbo Platnick & Dupérré, 2009
- Escaphiella catemaco Platnick & Dupérré, 2009
- Escaphiella chiapa Platnick & Dupérré, 2009
- Escaphiella cidades Platnick & Dupérré, 2009
- Escaphiella colima Platnick & Dupérré, 2009
- Escaphiella cristobal Platnick & Dupérré, 2009
- Escaphiella exlineae Platnick & Dupérré, 2009
- Escaphiella gertschi (Chickering, 1951)
- Escaphiella gigantea Platnick & Dupérré, 2009
- Escaphiella hespera (Chamberlin, 1924)
- Escaphiella hesperoides Platnick & Dupérré, 2009
- Escaphiella iguala (Gertsch & Davis, 1942)
- Escaphiella isabela Platnick & Dupérré, 2009
- Escaphiella itys (Simon, 1893)
- Escaphiella litoris (Chamberlin, 1924)
- Escaphiella maculosa Platnick & Dupérré, 2009
- Escaphiella magna Platnick & Dupérré, 2009
- Escaphiella morro Platnick & Dupérré, 2009
- Escaphiella nayarit Platnick & Dupérré, 2009
- Escaphiella nye Platnick & Dupérré, 2009
- Escaphiella ocoa Platnick & Dupérré, 2009
- Escaphiella olivacea Platnick & Dupérré, 2009
- Escaphiella peckorum Platnick & Dupérré, 2009
- Escaphiella pocone Platnick & Dupérré, 2009
- Escaphiella ramirezi Platnick & Dupérré, 2009
- Escaphiella schmidti (Reimoser, 1939)
- Escaphiella tayrona Platnick & Dupérré, 2009
- Escaphiella tonila Platnick & Dupérré, 2009
- Escaphiella viquezi Platnick & Dupérré, 2009

## Publication originale
- Platnick & Dupérré, 2009 : The American goblin spiders of the new genus Escaphiella (Araneae, Oonopidae). Bulletin of the American Museum of Natural History, no 328, p. 1-151 (texte intégral).